# Histioteuthis atlantica
Histioteuthis atlantica är en bläckfiskart som först beskrevs av William Evans Hoyle 1885.  Histioteuthis atlantica ingår i släktet Histioteuthis och familjen Histioteuthidae. Inga underarter finns listade i Catalogue of Life.